# Podoscypha elegans
Podoscypha elegans är en svampart som först beskrevs av G. Mey., och fick sitt nu gällande namn av Narcisse Theophile Patouillard 1900. Podoscypha elegans ingår i släktet Podoscypha och familjen Meruliaceae.   Inga underarter finns listade i Catalogue of Life.